# Phatthalung FC
Der Phatthalung Football Club (thailändisch สโมสรฟุตบอลจังหวัดพัทลุง) ist ein thailändischer Fußballverein aus Phatthalung, der in der Thai League 3 (Southern Region), der dritthöchsten thailändischen Spielklasse, spielt.
Der Verein ist auch unter dem Namen The Swiftlets bekannt.

## Erfolge
- Regional League Division 2 – Southern Region: 2011 (2. Platz)

- Thai League 3 – South: 2023/24 (2. Platz)

- Thai League 3 Cup: 2023/24

## Stadion
Der Verein trägt seine Heimspiele im Phatthalung Province Stadium in Phatthalung aus. Das Stadion hat eine Kapazität von 4021 Personen. Eigentümer sowie Betreiber ist die Phatthalung Provincial Administrative Organization.

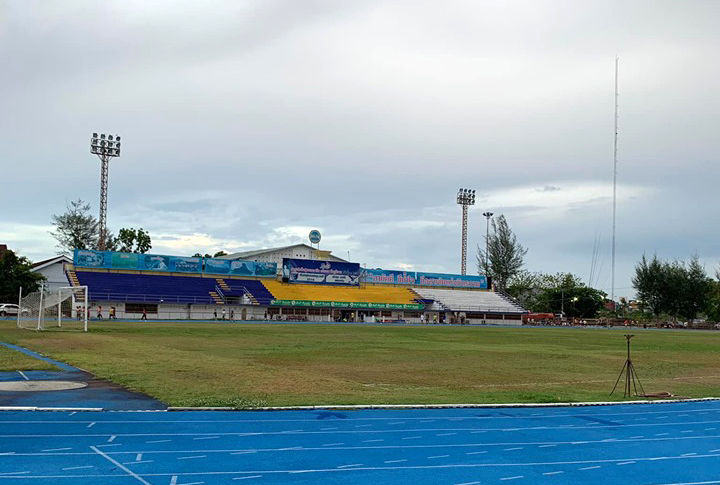
Phatthalung Province Stadium

### Spielstätten seit 2016
| Saison       | Stadion                      | Standort                         | Kapazität | Eigentümer                                         | Koordinaten                     |
| ------------ | ---------------------------- | -------------------------------- | --------- | -------------------------------------------------- | ------------------------------- |
| 2009 – heute | Phatthalung Province Stadium | Phatthalung, Provinz Phatthalung | 4021      | Phatthalung Provincial Administrative Organization | 7° 36′ 59,9″ N, 100° 2′ 53,1″ O |

## Aktueller Kader
Stand: 1. Februar 2025
| Nr. |             | Position | Name                   |
| --- | ----------- | -------- | ---------------------- |
| 1   | Thailand    | TW       | Surachat Suwannatanon  |
| 3   | Thailand    | AB       | Thanakorn Tomuai       |
| 6   | Thailand    | MF       | Abdulhakeem Da-oh      |
| 8   | Thailand    | MF       | Thibet Suthok          |
| 11  | Thailand    | ST       | Aitipol KaewKeaw       |
| 12  | Thailand    | MF       | Buszamee Lempan        |
| 13  | Thailand    | MF       | Ratthaphong Cheaaem    |
| 14  | Thailand    | AB       | Prathomporn Phetcharat |
| 16  | Thailand    | AB       | Sirichai Sangthong     |
| 18  | Thailand    | TW       | Thanawat Wisetkhamin   |
| 21  | Argentinien | ST       | Pablo Matías Stupiski  |
| 22  | Thailand    | ST       | Phanitan Rakboon       |
| 24  | Thailand    | MF       | Phantep Chotikawin     |

| Nr. |            | Position | Name                     |
| --- | ---------- | -------- | ------------------------ |
| 25  | Thailand   | MF       | Natthapong Maneesawang   |
| 26  | Thailand   | TW       | Varit Mameen             |
| 27  | Thailand   | AB       | Chokthawee Janthaphooree |
| 31  | Thailand   | ST       | Decha Hwattaen           |
| 35  | Thailand   | AB       | Muhammad-Adin Esakhan    |
| 36  | Thailand   | MF       | Chanasorn Kaewkosaba     |
| 40  | Thailand   | MF       | Teerapat Penjamras       |
| 46  | Thailand   | AB       | Trai Kaewkosaba          |
| 49  | Thailand   | AB       | Panyakorn Promcharoen    |
| 66  | Frankreich | AB       | Adel Gafaiti             |
| 70  | Brasilien  | ST       | Faxinha                  |
| 77  | Thailand   | ST       | Natpaphat Suphaphon      |
| 99  | Thailand   | TW       | Pongsakorn Samathanered  |

## Saisonplatzierung
| Saison    | Liga                               | Liga  | Liga   | Liga | Liga | Liga | Liga  | Liga   | Liga     | Pokal               | Pokal                  | Pokal        |
| Saison    | Liga                               | Level | Spiele | S    | U    | N    | Tore  | Punkte | Position | FA Cup              | League Cup             | T3 Cup       |
| --------- | ---------------------------------- | ----- | ------ | ---- | ---- | ---- | ----- | ------ | -------- | ------------------- | ---------------------- | ------------ |
| 2009      | Regional League Division 2 – South | 3     | 14     | 2    | 3    | 9    | 10:30 | 9      | 7.       |                     |                        |              |
| 2010      | Regional League Division 2 – South | 3     | 24     | 6    | 8    | 10   | 25:33 | 26     | 10.      |                     |                        |              |
| 2011      | Regional League Division 2 – South | 3     | 24     | 13   | 8    | 3    | 43:14 | 47     | 2. ▲     |                     |                        |              |
| 2012      | Thai Premier League Division 1     | 2     | 34     | 7    | 13   | 14   | 38:59 | 34     | 15. ▼    |                     |                        |              |
| 2013      | Regional League Division 2 – South | 3     | 20     | 8    | 9    | 3    | 31:19 | 33     | 3.       |                     |                        |              |
| 2014      | Regional League Division 2 – South | 3     | 22     | 3    | 8    | 11   | 23:35 | 17     | 11.      |                     |                        |              |
| 2015      | gesperrt                           |       |        |      |      |      |       |        |          |                     |                        |              |
| 2016      | Regional League Division 2 – South | 3     | 22     | 7    | 6    | 9    | 23:30 | 27     | 8.       | 1. Runde            | 1. Qualifikationsrunde |              |
| 2017      | Thai League 4 – South              | 4     | 24     | 7    | 8    | 9    | 18:23 | 29     | 6.       | 1. Runde            | 1. Qualifikationsrunde |              |
| 2018      | Thai League 4 – South              | 4     | 21     | 3    | 8    | 10   | 21:35 | 17     | 7.       | Qualifikationsrunde | 1. Qualifikationsrunde |              |
| 2019      | Thai League 4 – South              | 4     | 24     | 4    | 10   | 10   | 18:33 | 22     | 6.       |                     | 1. Qualifikationsrunde |              |
| 2020      | Thai League 4 – South              | 4     | 2      | 0    | 1    | 1    | 0:2   | 1      | 8.       |                     |                        |              |
| 2020/2021 | Thai League 3 – South              | 3     | 16     | 3    | 0    | 13   | 15:34 | 9      | 11.      |                     |                        |              |
| 2021/22   | Thai League 3 – South              | 3     | 24     | 5    | 4    | 15   | 19:37 | 19     | 12.      |                     | 1. Qualifikationsrunde |              |
| 2022/23   | Thai League 3 – South              | 3     | 22     | 5    | 9    | 8    | 24:33 | 24     | 9.       |                     | 2. Qualifikationsrunde |              |
| 2023/24   | Thai League 3 – South              | 3     | 22     | 14   | 6    | 2    | 56:15 | 48     | 2.       | 1. Runde            | 2. Qualifikationsrunde | Sieger       |
| 2024/25   | Thai League 3 – South              | 3     | 22     | 7    | 9    | 6    | 23:18 | 30     | 7.       |                     | 2. Qualifikationsrunde | Achtelfinale |

| Abbruch nach dem zweiten Spieltag aufgrund der COVID-19-Pandemie |

## Besten Torschützen seit 2012
| Saison    | Name                          | Tore |
| --------- | ----------------------------- | ---- |
| 2012      | Siwapong Jareansil            | 6    |
| 2013–2016 | N/A                           |      |
| 2017      | Cherif Mamy                   | 7    |
| 2018      | Obamoe Daniel                 | 9    |
| 2019      | Teerawat Durnee               | 4    |
| 2020/21   | Anucha Lainkattawa            | 4    |
| 2021/22   | Conde Mamoudou Decha Whadtaen | 4    |
| 2022/23   | Alimamy Haïdara Chérif        | 6    |
| 2023/24   | Jhonatan Bernardo             | 25   |
| 2024/25   |                               |      |

## Sponsoren
| Jahr      | Ausrüster    | Trikotsponsor |
| --------- | ------------ | ------------- |
| 2013      | FBT          | PTG Energy    |
| 2014–2018 | N/A          | N/A           |
| 2019      | Winner Sport | PTG Energy    |
| 2020/21   | VINS         | PTG Energy    |
| 2021/22   | VINS         | PTG Energy    |
| 2022/23   | VINS         | PTG Energy    |